# Shout It Out Loud
«Shout It Out Loud» es una canción de la banda estadounidense de rock Kiss. Es el séptimo tema del álbum Destroyer, del cual fue extraído como sencillo. La banda ha interpretado esta canción en la gran mayoría de sus conciertos desde 1976, año en que el disco fue editado. Fue escrita por el cantante y guitarrista de la banda Paul Stanley, el cantante y bajista Gene Simmons y el productor de la placa, Bob Ezrin. La letra del tema habla de no dejarse estar deprimido, y alegrarse estando de fiesta escuchando rock en compañía de los amigos, sin escuchar las quejas de los adultos, podría decirse que está cantanda desde una perspectiva adolescente.

## Vídeo musical
En 1996, cuando la formación clásica de Kiss se reunió, se realizó un videoclip del tema en vivo con imágenes del primer concierto de la gira Reunion/Alive World Wide Tour 1996, llevado a cabo en el Dodger Stadium de Detroit el 28 de junio de dicho año. Esta versión aparece también en el álbum recopilatorio You Wanted the Best, You Got the Best!!